# Aliados (banda)
Aliados es una banda de rock formada en Lima - Perú en 1996, con discos editados por Sony Music, Pedasi Entertainment y Xaria Music, videos en cadenas internacionales, y temas con mucha vigencia en medios de comunicación y en series, soundtracks, películas y más. Los integrantes actuales son: Pepe González (Voz), Diego Paredes (Guitarra), Fabrizzio Huerta (Bajo), Rodrigo Núñez-Melgar (Batería).

## Historia
La banda se forma en 1996 con Pepe González en la voz, Guillermo Bussinger en la guitarra y José Carlos Velásquez en teclados, junto con Héctor Bustamante en el bajo y Renzo Llanos en la batería.

### Abre tu alma(2000-2001)
En noviembre del año 2000 la banda lanza su primer disco titulado Abre tu alma bajo el sello Sony Music, este disco fue producido por Kike Robles y Guillermo Bussinger. Los temas "No lo sé" y "Toda tu piel" fueron los sencillos que más sonaron y teniendo mucha difusión en los medios, este disco es una mezcla de Glam Metal, hard rock y pop rock, sumada la buena técnica del guitarrista y el estilo de vocalista.

### Aún(2005-2007)
En 2005 la banda publica su segundo álbum titulado Aún, cuya producción estuvo a cargo de la productora Pedasi Entertainment bajo la dirección de Guillermo Bussinger y fue grabado en los estudios El Techo.
En 2006 producto del éxito de su segundo disco la banda recibe algunas nominaciones locales.

### Otras participaciones y receso (2007-2008)
En 2007 la banda participa de un festival de música realizado en lima junto a Leusemia, El Tri, Amén entre otros.
En el 2008 la banda anuncia su separación temporal después de 12 años de carrera musical.

### Reunión y nuevos álbumnes (2011—presente)
En el 2011 Pepe Gonzales junto a Claudio Cabrera en la guitarra, Ricardo Zárate de regreso como bajista y de regreso como baterista Chayo Zaldarriaga se reunieron para tocar pero solo para una gira alrededor de Lima y provincias la gira solamente fue por los 15 años de la banda y luego se volvieron a separar. En el 2012 Pepe Gonzales junto a Renzo Jordan (Corbeta Blanca, Los Borgia) y Chayo Zaldarriaga forman la banda FE sacando un EP de 5 canciones "Mas Allá del Silencio" el disco no tuvo una muy buena acogida para sus fanes. no tuvo mayor éxito. En el 2014 la productora le pidió a Pepe González que continuará con el nombre de Aliados para volver a los escenarios con éxito. El 14 de abril de 2015 Aliados abre el show para Miljenko Matijevic (Steelheart) quien tocó en Sargento Pimienta en el Distrito de Barranco, en donde la banda tuvo muy buenas críticas por sus fans. El 24 de agosto de 2016 después de 11 años de ausencia musical, sale al aire su tercer disco "Luz" en donde destacan temas como "Luz" y "Será" canción la cual se hizo conocida en la teleserie peruana Al Fondo Hay Sitio era el tema que identificaba el romance de Nicolás (Andres Wiese) con Milagros (Cindy Díaz). El videoclip "Luz" fue publicado el 20 de abril de 2016. Actualmente Aliados comenzó su gira de su nuevo disco en septiembre.
En 2021 anunciaron la firma con el sello estadounidense Kivel Records para el lanzamiento del álbum internacional Get off my life.

## Miembros actuales
- Pepe González - voz (1996-2009) (2011-presente)
- Renzo Jordan - guitarra y coros (2014-presente)
- Rodrigo Nuñez - batería y coros (2024-presente)
- Fabrizzio Huerta - bajo (2024-presente)
- Diego Paredes - guitarra y coros (2025-presente)

## Miembros anteriores
- Guillermo Bussinger - guitarra y coros. (1996-2008)
- José Carlos Velásquez - teclados y coros (1996-1997) (1998-2008)
- Ricardo Zárate - bajo (2004-2008) (2011)
- Chayo Saldarriaga - batería (1999-2000) (2002-2003) (2011)
- Giorgio Bertoli - batería (2001-2002)
- Carlos Llontop - batería (2004-2008)
- Claudio Cabrera - guitarra (2011-2013)
- Max Donagini - batería (2012-2014)
- Marcell Lagos - bajo (1998-2002) (2003-2004)
- Renzo Llanos - batería (1996-1999)
- Rafael Burga - batería (1996)
- Jorge Durand - batería (2000-2001)
- Ruslan Rodríguez - bajo (1997-1998)
- Vladimir Bermúdez - bajo (1995 - 1996)
- Hector Bustamante - bajo (1996-1997)
- Boris Wong - bajo (2002)
- Jorge "JJ" Manzanares - bajo (2008) (2011-2013)
- Julio Jáuregui - bajo (2014 - 2024)
- Christian Levi - guitarra (2018 - 2021)
- Daniel Segura - batería (2018 - 2024)
- Hugo Alcázar - batería (2000) (2005)
- Henry Ueunten - teclados (1999)
- Miguel Guinoccio - teclados (1997-1998)

## Discografía
- Abre tu alma (2000)
- Aún (2005)
- Luz (2016)
- Get Off My Life (2021)